# Sea Spoilers
Sea Spoilers è un film del 1936 diretto da Frank R. Strayer.
È un film drammatico statunitense con elementi gialli e romantici che vede come interpreti principali John Wayne, Nan Grey e William Bakewell.

## Produzione
Il film, diretto da Frank R. Strayer su una sceneggiatura di George Waggner con il soggetto di Dorrell McGowan e Stuart E. McGowan, fu prodotto da Trem Carr e Paul Malvern (associato) per la Universal Pictures e girato negli Universal Studios a Universal City in California. Il titolo di lavorazione fu Casey of the Coast Guard.

## Distribuzione
Il film fu distribuito negli Stati Uniti nell'ottobre del 1936 al cinema dalla Universal Pictures.
Alcune delle uscite internazionali sono state:
- nel Regno Unito il 12 luglio 1937
- in Portogallo il 21 dicembre 1938 (Guarda-Costas à Vista)
- negli Stati Uniti il 1º aprile 1948 (riedizione)
- in Grecia (Naftiki peripolos)
- in Brasile (Sentinelas do Mar)

## Promozione
La tagline è: "The Heroic Adventures Of The Coast Guard!".